# Necrotic Mutation
 (juillet 2020).
Necrotic Mutation est un groupe canadien de death métal industriel formé en 1991 à Rimouski, dans lequel le chanteur, Sébastien Croteau, explore notamment le chant de gorge.

## Histoire
Necrotic Mutation,, est un groupe de death métal industriel formée en 1991 provenant de Rimouski et qui fut actif jusqu’en 2000, pour ensuite faire un retour en 2007 sur la scène et reprendre ses activités à partir de 2018.
Le 15 avril 2019, la ville de Montréal s'est déclarée officiellement la « ville d’excellence mondiale en matière de musique métal ». Pour l'évènement qui vise à reconnaître la qualité de la production musicale metal locale à l'international, la mairesse Valérie Plante a invité le groupe Necrotic Mutation à l'Hotel de ville de Montreal, afin de souligner cet héritage, qui pour la mairie est exceptionnel.

## Formation

### Membres actuels
- Sébastien Croteau	(chant)
- Steeve Poirier (basse)
- René Lacharité (batterie)
- Éric Jarrin (guitare)

### Anciens membres
- Simon Roy (1991-1997)
- Chuck Tremblay (1991-1997)
- David Landry (1991-1994)
- Daniel Jalbert (1991-1993)
- Sébastien Bouchard (1993-1994)
- Francis Beaulieu (1994-1997)
- Yannick Lemieux (1995-1997)

## Discographie
- 1992 : Advanced Tape 92'

1. Feeding on Human Flesh
2. Abdication
3. Infected
4. Mutilation

- 1993 : Sepulchre of the Suffering

1. Rectal Extraction of Maggot Colony
2. Sepulchre of the Suffering
3. Persistence of Agony
4. Organic Stench
5. Rectal Extraction of Maggot Colony
6. Sepulchre of the Suffering
7. Persistence of Agony
8. Organic Stench

- 1995 : The Realm of Human Illusions

1. The Psycho Path
2. Feeding on Human Flesh
3. Behind the Veil
4. The Mask of Lunacy
5. Nothing Just a Dream
6. Day of Mourning

- 1999 : Necrotic Mutation

1. The Necrotic Mutation
2. Exaltération
3. Flying Over Ether 'n' Thee

- 2018 : MutanthologyThe Psycho Path

1. Feeding on Human Flesh
2. Behind The Veil
3. The Mask of Lunacy
4. Nothing Just a Dream
5. Day of Mourning
6. Outro
7. Çà, bergers
8. Rectal Extraction of Maggot Colony
9. Sepulchre of the Suffering
10. Persistence of Agony
11. Organic Stench
12. Feeding on Human Flesh
13. Abdication
14. Mutilation
15. Infected

## Projets parallèles
Le chanteur des Necrotic Mutation prête sa voix en 2005 à Ubisoft qui souhaite créer des voix de bêtes pour ses jeux vidéo et il est donc possible d'entendre sa voix dans plusieurs jeux d’envergure, tel que Far Cry Instincts, Assassin's Creed ou Shadow of the Tomb Raider À la suite de cette expérience, Sébastien Croteau a fondé une entreprise nommée « La Fabrique de Monstres » réunissant 24 chanteurs de Death Métal.